# Cottbus
Cottbus (Sòrab: Chóśebuz o Chośebuz, alemany arcaic: Kottbus) és una ciutat alemanya que pertany a l'estat de Brandenburg. Està situada 125 kilòmetres al sud-est de Berlín, a la vora del riu Spree. Limita al nord i nord-est amb els municipis de Drachhausen, Drehnow i Turnow-Preilack, la ciutat de Peitz, Teichland i Heinersbrück.
És, després de la capital estatal, Potsdam, la segona ciutat més gran de Brandenburg. Al costat de Brandenburg an der Havel, Frankfurt de l'Oder i Potsdam, Cottbus és un dels quatre centres administratius (Oberzentrum) de l'Estat federal de Brandenburg i té l'estatus de ciutat lliure (kreisfreie Stadt).

## Geografia
La ciutat es troba en una zona temperada, a 75 m sobre el nivell del mar. Les seves coordenades geogràfiques són 51° 46′ N i 14° 20′ O. La temperatura mitjana anual ronda els 8,9 graus Celsius. El mes més calorós és juliol, amb 18,4 °C. El mes més fred és gener, amb -0,8 °C de temperatura mitjana. La diferència entre les temperatures màxima i mínima, coneguda com a amplitud, oscil·la, doncs, uns 19,2 °C. La precipitació mitjana anual és de 565 mil·límetres. La major part de les pluges es produeixen a l'agost, amb 69 mil·límetres de terme mitjà; febrer és el mes amb la menor quantitat de pluja, amb una mitjana de 30 mil·límetres. Hi ha precipitacions durant tot l'any, però són més intenses a l'estiu. Per això el clima és humit durant tot l'any, per la qual cosa pot afirmar-se que a Cottbus no hi ha temporada seca ni temporada de pluges.

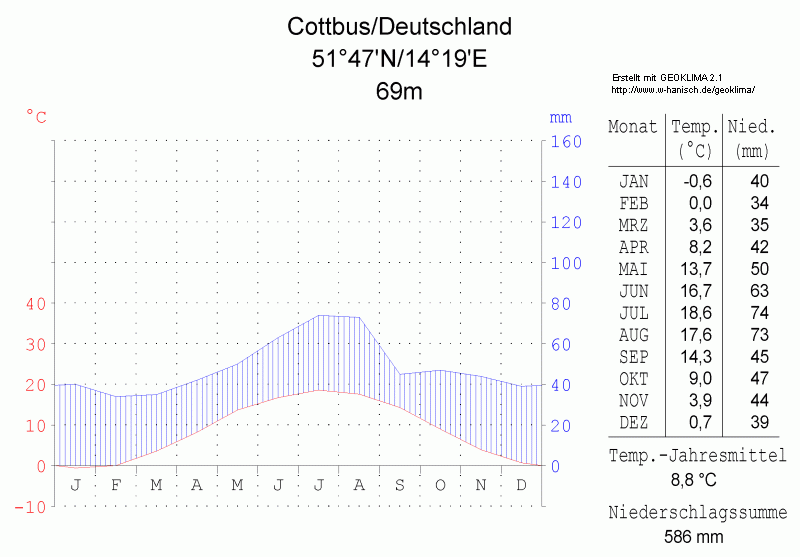
Climograma de Cottbus

## Economia
Cottbus, igual que la major part de l'antiga RDA, ha viscut una difícil progressió econòmica, si bé la situació ha millorat globalment. No obstant això, la regió té un dels nivells de riquesa més baixos del país, a pesar de les constants subvencions del govern federal i de la Unió Europea (UE).

## Cultura
Cottbus és el centre cultural de la minoria dels sòrabs. Molts senyals de la ciutat són bilingües, i hi ha un centre d'educació mitjana, però poques vegades se sent parlar sòrab als carrers.

## Divisió administrativa

Districtes de Cottbus

La ciutat de Cottbus està dividida en dinou districtes (les dades de població són del 2008):
- (1) Mitte (Srjejź), amb 8.716 habitants
- (2) Neu und Alt Schmellwitz (Chmjelow), amb 14.540 habitants
- (3) Sandow (Žandow), amb 16.206 habitants
- (4) Spremberger Vorstadt (Grodkojske pśedměsto), amb 14.057 habitants
- (5) Ströbitz (Strobice), amb 13.970 habitants
- (6) Sielow (Žylow), amb 3.613 habitants
- (7) Saspow (Zaspy), amb 708 habitants
- (8) Merzdorf (Žylowk), amb 1.149 habitants
- (9) Dissenchen (Dešank), amb 1.143 habitants
- (10) Branitz (Rogeńc), amb 1.385 habitants
- (11) Madlow (Modłej), amb 1.680 habitants
- (12) Sachsendorf (Knorawa), amb 13.164 habitants
- (13) Döbbrick (Depsk), amb 1.799 habitants
- (14) Skadow (Škodow), amb 539 habitants
- (15) Willmersdorf (Rogozno), amb 726 habitants
- (16) Kahren (Korjeń), amb 1.273 habitants
- (17) Kiekebusch (Kibuš), amb 1.337 habitants
- (18) Gallinchen (Gołynk), amb 2.635 habitants
- (19) Groß Gaglow (Gogolow), amb 1.428 habitants

## Història
Els sòrabs s'hi van establir cap al segle x. La primera menció escrita de la ciutat data del 1156, i en el segle xiii s'hi van establir colons alemanys, que vivien al costat dels sòrabs. Important pel seu comerç de llana, el 1456 va ser integrada en el Marcgraviat de Brandenburg, que el 1701 es va incorporar al Regne de Prússia. Després del final de la Segona Guerra Mundial, el territori va ser ocupat per l'Exèrcit Roig i poc després va passar a integrar la República Democràtica Alemanya (RDA), fins a la seva desaparició, el 1990. Des del 1976, Cottbus és una Ciutat Gran, en haver arribat a més de 100.000 habitants, i es perfila com a centre d'administració, ciències i serveis.

## Eleccions a Cottbus
| Partit                | Eleccions municipals 1993 | Eleccions municipals 1998 | Eleccions europees 1999 | Eleccions municipals 2003 | Eleccions europees 2004 | Eleccions federals 2005 | Eleccions municipals 2008 | Eleccions europees 2009 | Eleccions federals 2009 |
| --------------------- | ------------------------- | ------------------------- | ----------------------- | ------------------------- | ----------------------- | ----------------------- | ------------------------- | ----------------------- | ----------------------- |
| SPD                   | 28,50%                    | 36,39%                    | 30,13%                  | 19,98%                    | 21,20%                  | 39,30%                  | 28,63%                    | 23,7%                   | 25,0%                   |
| Die Linke             | 27,89%                    | 23,87%                    | 32,71%                  | 26,76%                    | 36,50%                  | 27,40%                  | 26,89%                    | 28,5%                   | 30,5%                   |
| CDU                   | 20,12%                    | 23,75%                    | 25,03%                  | 24,14%                    | 19,60%                  | 17,50%                  | 18,25%                    | 21,0%                   | 22,2%                   |
| AUB                   | -                         | -                         | -                       | 13,96%                    | -                       | -                       | 8,41%                     | -                       | -                       |
| FDP                   | 5,01%                     | 3,10%                     | 2,20%                   | 4,76%                     | 4,70%                   | 6,30%                   | 5,67%                     | 6,0%                    | 8,6%                    |
| Bündnis 90/Die Grünen | 6,04%                     | 5,82%                     | 3,40%                   | 6,10%                     | 8,70%                   | 5,30%                   | 4,80%                     | 8,9%                    | 5,7%                    |
| Frauenliste           | 5,45%                     | 4,05%                     | -                       | 3,19%                     | -                       | -                       | 3,08%                     | -                       | -                       |
| NPD                   | -                         | -                         | -                       | -                         | -                       | -                       | 2,95%                     | -                       | 2,3%                    |
| DSU                   | 1,61%                     | 1,52%                     | -                       | 1,10%                     | -                       | -                       | 0,43%                     | -                       | -                       |
| BürgerBündnis         | 4,86%                     | 1,50%                     | -                       | -                         | -                       | -                       | -                         | -                       | -                       |
| Altres                | -                         | -                         | 6,51%                   | -                         | -                       | 4,20%                   | -                         | 12,0%                   | 5,5%                    |
| Participació          | 57,51%                    | 78,16%                    | 27,11%                  | 28,41%                    | 22,60%                  | 72,0%                   | 42,66%                    | 25,8%                   | 63,3%                   |

## Agermanaments
- Montreuil (Sena Saint-Denis), 1959
- Grosseto, 1967
- Lípetsk, 1974
- Zielona Góra, 1975
- Tărgovište, 1975
- Košice, 1978
- Saarbrücken, 1987
- Gelsenkirchen, 1995
- Nuneaton and Bedworth, 1999

## Personatges il·lustres
- Georg Michael Welzel